# 필립 노엘베이커
필립 존 노엘베이커 남작(Philip John Noel-Baker, Baron Noel-Baker, 1889년 11월 1일 ~ 1982년 10월 8일)은 영국의 정치인, 외교관, 학자, 육상 선수, 교수, 사회운동가이다.
캐나다 출신 퀘이커 교도인 조지프 앨런 베이커(Joseph Allen Baker)의 아들로 태어났으며 그의 본명은 필립 존 베이커(Philip John Baker)였다. 1912년 스톡홀름 하계 올림픽에서는 영국 육상 대표팀 선수로 참가하여 남자 육상 800m, 1500m 종목에 출전했다. 1920년 안트베르펜 하계 올림픽에서는 선수 겸 코치로 출전하여 남자 육상 1500m 은메달을 획득했다. 같은 대회에서는 남자 육상 800m 종목에도 출전했으나 예선에만 참가하고 중도 기권했다. 1924년 파리 하계 올림픽에서도 선수 겸 코치로 출전했으나 경기에 나서지는 않았다.
제1차 세계 대전 때에는 영국 퀘이커 교도 협회에서 설립한 위생병 조직인 구급구조대(Friends' Ambulance Unit, FAU) 대원으로 활동했는데 1914년부터 1915년까지는 프랑스 전선에서, 1915년부터 1918년까지는 이탈리아 전선에서 활동하였고 후에 영국과 프랑스, 이탈리아 정부로부터 포장을 받게 된다.
제1차 세계 대전 이후에는 국제 연맹의 설립을 위해 노력하였으며 로버트 세실의 보좌관과 제임스 에릭 드러먼드 국제 연맹 초대 사무총장의 비서 역할을 맡았다. 1924년부터 1929년까지 런던 대학교 국제관계론 교수를 맡았으며 1933년부터 1934년까지 예일 대학교 강사를 맡았다.
1924년에 노동당에 입당했으며 1929년에 실시된 총선에서 코번트리 지역 대표 의원 후보로 출마하여 당선되었지만 1931년에 의원직을 상실했다. 그 후 1936년부터 1970년까지 의원을 지냈다. 1947년 10월 7일부터 1950년 2월 28일까지 영연방관계부 장관을 역임했고 1950년 2월 15일부터 1951년 10월 31일까지 연료전력부 장관을 역임했다.
1959년에는 평화와 군축을 위해 노력한 공로를 인정받아 노벨 평화상을 수상했다. 참고로 올림픽 메달과 노벨상을 모두 수상한 사람은 필립 노엘베이커가 유일하다.

## 서훈
- 1977년 남작 작위(Baron Noel-Baker of the City of Derby) 서임

## 역대 선거 결과
| 선거명      | 직책명                     | 대수 | 정당   | 득표율 | 득표수   | 결과 | 당락                   |
| ----------- | -------------------------- | ---- | ------ | ------ | -------- | ---- | ---------------------- |
| 1929년 선거 | 하원의원 (코번트리 선거구) | 35대 | 노동당 | 49.4%  | 34,255표 | 1위  | 코번트리 하원의원 당선 |
| 1931년 선거 | 하원의원 (코번트리 선거구) | 36대 | 노동당 | 39.0%  | 28,311표 | 2위  | 낙선                   |
| 1935년 선거 | 하원의원 (코번트리 선거구) | 37대 | 노동당 | 48.3%  | 34,841표 | 2위  | 낙선                   |
| 1936년 선거 | 하원의원 (더비 선거구)     | 37대 | 노동당 | 52.5%  | 28,419표 | 1위  | 더비 하원의원 당선     |
| 1945년 선거 | 하원의원 (더비 선거구)     | 38대 | 노동당 | 33.60% | 42,196표 | 1위  | 더비 하원의원 당선     |

## 같이 보기
- 프리티오프 난센